# Antonio Cassano
Antonio Cassano (Bari, 12 de juliol de 1982) és un exfutbolista professional italià que jugava com a davanter. Va ser internacional amb la selecció italiana.

## Biografia

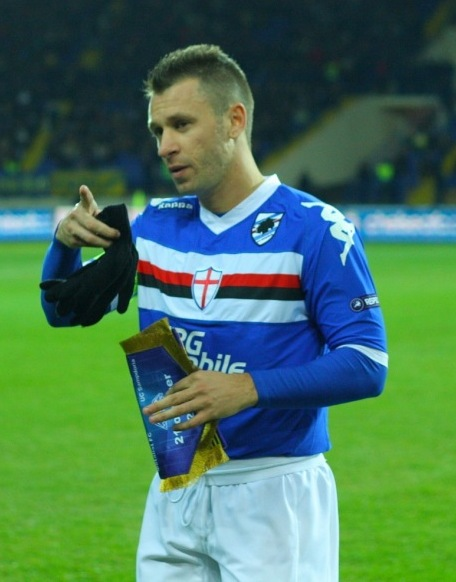
Antonio Cassano amb la samarreta de la Sampdoria.

Cassano va aprendre a jugar a futbol als difícils carrers del barri de Vecchia, una de les zones més empobrides i perilloses de la ciutat de Bari. Fins que no fou un adolescent va jugar al carrer, fins que un dia un guaita de l'AS Bari es va fixar en ell quan tenia quinze anys, i tot seguit el jove Antonio ingressar a les files de l'AS Bari, equip amb el qual debutaria a la Serie A.
Debutà l'any 1999 en un derbi del sud d'Itàlia entre el US Lecce i el seu equip, l'Bari. El seu segon partit fou contra l'Inter de Milà, en un partit en el qual marcà el seu primer gol a la categoria, un gol antològic: amb un control d'esperó a una passada llarga, s'enfrentà als defenses de l'Inter i, després de deixar enrere a l'italià Christian Panucci i al francès Lauren Blanc, va batre al porter rival amb un xut col·locat. Aquell any va cridar l'atenció a grans equips italians com l'AS Roma o la Juventus FC.
Després de la consagració de Cassano a la temporada 2000-2001, la Roma el va fitxar per una quantitat de 30 milions d'euros. Va arribar a Roma pel desig de l'aleshores entrenador de l'equip italià Fabio Capello, l'únic entrenador que ha sabut controlar el caràcter llunàtic del jugador. Durant aquella etapa, amb Capello d'entrenador, Cassano va donar el millor de sí, demostrant a l'entitat romana que no s'havien equivocat fitxant-lo.
Capello va marxar de la Roma, i des de llavors, el nivell de joc de Cassano va anar baixant, igual que la Roma, el seu equip, a la classificació. Van arribar nous entrenadors: Rudi Völler, Luigi Del Neri, Luciano Spalletti… però en comptes de reconciliar-se amb Cassano, els problemes van anar creixent. Al seu últim any, fins i tot es va enfadar amb tots els seus companys, excepte amb Francesco Totti, l'únic jugador amb el qual es parlava. Durant molt de temps va estar apartat de l'equip sense jugar, fins que a l'hivern del 2005, el Reial Madrid va trucar a la seva porta.
A Madrid, Cassano fou presentat per Florentino Pérez com un dels millors jugadors d'Itàlia, i en el seu primer partit amb el Reial Madrid marcà el seu primer gol com a jugador madridista, el va marcar a Sevilla, en un partit de la Copa del Rei contra el Betis. Tot i el bon debut, Cassano no comptava amb la confiança del llavors entrenador del Reial Madrid, Juan Ramón López Caro, i aquest fet va ser propici perquè el caràcter de Cassano sortís a la llum, aquesta vegada no ho va pagar l'entrenador, sinó el seu físic.
Passat de pes i, en una lamentable forma física, encara va tenir temps de jugar un bon partit, aquest fou en el derbi madrileny que enfrontà al Reial Madrid i a l'Atlètic de Madrid, al Santiago Bernabéu, en un partit en què aconseguí el seu segon gol com a jugador madridista. Des de llavors, el seu pes va començar a augmentar, i cada vegada va anar jugant menys partits.
Es va perdre el Mundial d'Alemanya que guanyà Itàlia, el seu país, i en aquella ocasió va perdre una gran oportunitat per demostrar la seva gran tècnica.
En acabar-se la temporada 2005-2006, se li va buscar una sortida urgent, però la victòria de Ramón Calderón a les eleccions del Reial Madrid, va fer que Cassano es quedés a Madrid, ja que Calderón va contractar Capello com a entrenador, l'entrenador amb què Cassano havia donat millors resultats.
La temporada 2006-2007 s'esdevenia bona, ja que el de Bari entrava als plans de Capello, i havia perdut força pes. Tot va canviar, però, quan a mitjan temporada fou enxampat per les càmeres de televisió mentre maldeia de Capello amb el seu company d'equip Mahamadou Diarra i dies després, insultà Capello de nou al rebutjar entrar al terreny de joc als últims minuts d'un partit intranscendent de la lliga.
Cassano fou apartat de l'equip per indisciplina, sense arribar mai a reconciliar-se amb Fabio Capello i va ser cedit a la Sampdoria italiana. Durant la temporada 2007-08 va fer un gran paper amb l'equip italià, i va reeixir a ser convocat per la selecció italiana per a l'Eurocopa 2008 on va esdevenir titular en detriment d'Alessandro Del Piero.
En acabar-se la temporada 2007-08 va signar per la Sampdoria i es va desvincular totalment del Reial Madrid CF. Tindrà contracte fins al 2013.
Definitivament, Antonio Cassano és un jugador amb una gran tècnica, admirat per tots els seus entrenadors, però amb un caràcter molt fort, que sens dubte l'ha perjudicat molt greument. Problemes amb els àrbitres, amb els seus entrenadors i companys, amb els rivals… han fet que Antonio Cassano sigui un heroi i un anti-heroi tant a Itàlia com a Espanya.
El 30 d'octubre de 2011, Cassano va ser ingressat a l'hospital després de patir un ictus isquèmic. El 2 de novembre els metges varen descobrir que part del problema era que pateix una malaltia cardíaca que requereix ésser operat. L'operació es va realitzar amb èxit el 4 de novembre.

## Palmarès
AS Roma
- 1 Supercopa italiana: 2001.

Reial Madrid
- 1 Lliga espanyola: 2006-07.

AC Milan
- 1 Serie A: 2010-11.
- 1 Supercopa italiana: 2011.